# Épreuve de rallycross de Châteauroux
Épreuve précédente Épreuve suivante
L'épreuve de rallycross de Châteauroux est une course automobile sur circuit qui fait partie du championnat de France de rallycross. Cette épreuve est actuellement organisée sur le circuit des Tourneix, à Saint-Maur, en Indre.

## Records de la piste
- Supercar :  Laurent Bouliou en 0 min 33 s 492 (2021,  Peugeot 208 I RX)
- Super 1600 :  Damien Meunier en 0 min 36 s 287 (2021,  Renault Twingo II S1600)
- Division 3 :  David Le Ferrand en 0 min 37 s 419 (2019,  Peugeot 208 I)
- Division 4 :  Romain Barre en 0 min 37 s 114 (2021,  Peugeot 208 I)

## Spécificités
D'une longueur de 962 mètres et d'une largeur de allant de 11 à 15 mètres, la piste est composée, à 70 % de terre, et 30 % d’asphalte. La longueur de la ligne droite de départ est de 142 mètres. Le Tour Joker, en disposition extérieure mesure 130 mètres, soit 35 mètres de plus que le tracé normal (un tour complet en empruntant le Joker mesure 993 mètres).

« Il faut être très fin et essayer d’exploiter au mieux le peu de grip qu’il y a ! »

— Fabien Pailler

## Palmarès

### Par année
| Saison | Supercar                                  | Super 1600                                | Division 3                                | Division 4                                |
| ------ | ----------------------------------------- | ----------------------------------------- | ----------------------------------------- | ----------------------------------------- |
| 2019   | François Duval Peugeot 208 I RX           | Yvonnick Jagu Škoda Fabia II S1600        | Benoît Morel Ford Fiesta MkVI RS S2000    | Xavier Goubill Peugeot 306 Maxi           |
| 2020   | Annulé à cause de la pandémie de Covid-19 | Annulé à cause de la pandémie de Covid-19 | Annulé à cause de la pandémie de Covid-19 | Annulé à cause de la pandémie de Covid-19 |